# Krzysztof Hołowczyc
Krzysztof Wiesław Hołowczyc (Olsztyn, 4 luglio 1962) è un politico e pilota di rally polacco, specializzato nei rally raid.

## Biografia
La sua carriera di rallysta, con discreti risultati anche nel Campionato del mondo rally e un titolo di campione europeo (1997), dal 2005 si è dirottata sui rally raid, con risultati anche migliori, dato che il pilota polacco ha quasi subito cominciato a vincere.
È stato europarlamentare del gruppo del Partito Popolare Europeo, nel periodo 2007/2009, tornato a tempo pieno all'attività sportiva, oggi gareggia per il team tedesco BMW, X-Raid.

## Palmarès

### Rally Dakar
| Anno | Navigatore          | Mezzo                        | Pos. |
| ---- | ------------------- | ---------------------------- | ---- |
| 2005 |                     |                              | 60º  |
| 2006 |                     |                              | Rit  |
| 2007 |                     |                              | Rit  |
| 2009 | Jean-Marc Fortin    | Nissan Navara                | 5º   |
| 2010 |                     |                              | Rit  |
| 2011 | Jean-Marc Fortin    | BMW X3                       | 5º   |
| 2012 | Jean-Marc Fortin    | Mini All4 Racing             | 9º   |
| 2013 |                     |                              | Rit  |
| 2014 | Konstantin Zhiltsov | Mini                         | 6º   |
| 2015 | Xavier Panseri      | Mini                         | 3º   |
| 2024 | Lukasz Kurzeja      | Mini John Cooper Works Rally | 47º  |

### Altri risultati
1997
- nel Campionato europeo rally su Subaru Impreza WRX

2010
- all'Italian Baja su BMW X3

2011
- al Silk Way Rally su BMW X3

## Risultati nel mondiale rally

### WRC
| 1996 | Scuderia               | Vettura                         |    |  |  |  |  |  |  |  |  |  |  |  |  |  |  |  | Punti | Pos. |
| ---- | ---------------------- | ------------------------------- | -- |  |  |  |  |  |  |  |  |  |  |  |  |  |  |  | ----- | ---- |
| 1996 | Mobil 1 Stomil Olsztyn | Toyota Celica Turbo 4WD (ST185) | 20 |  |  |  |  |  |  |  |  |  |  |  |  |  |  |  | 0     |      |

| 1997 | Scuderia               | Vettura            |  |  |  |  |  |  |  |  |  |  |  |  |  |     |  |  | Punti | Pos. |
| ---- | ---------------------- | ------------------ |  |  |  |  |  |  |  |  |  |  |  |  |  | --- |  |  | ----- | ---- |
| 1997 | Mobil 1 Stomil Olsztyn | Subaru Impreza 555 |  |  |  |  |  |  |  |  |  |  |  |  |  | Rit |  |  | 0     |      |

| 1998 | Scuderia               | Vettura                   |  |  |  |    |    |  |   |  |  |  |     |  |   |  |  |  | Punti | Pos. |
| ---- | ---------------------- | ------------------------- |  |  |  | -- | -- |  | - |  |  |  | --- |  | - |  |  |  | ----- | ---- |
| 1998 | Mobil 1 Stomil Olsztyn | Subaru Impreza S5 WRC '97 |  |  |  | 10 | 13 |  | 7 |  |  |  | Rit |  | 8 |  |  |  | 0     |      |

| 1999 | Scuderia                 | Vettura                   |  |    |  |     |  |  |  |  |  |  |  |  |  |    |  |  | Punti | Pos. |
| ---- | ------------------------ | ------------------------- |  | -- |  | --- |  |  |  |  |  |  |  |  |  | -- |  |  | ----- | ---- |
| 1999 | Turning Point Rally Team | Subaru Impreza S5 WRC '98 |  | 15 |  | Rit |  |  |  |  |  |  |  |  |  | 13 |  |  | 0     |      |

| 2000 | Scuderia                    | Vettura                   |  |    |  |     |  |     |     |  |  |     |  |  |  |  |  |  | Punti | Pos. |
| ---- | --------------------------- | ------------------------- |  | -- |  | --- |  | --- | --- |  |  | --- |  |  |  |  |  |  | ----- | ---- |
| 2000 | Wizja TV / Turning Point RT | Subaru Impreza S5 WRC '99 |  | 16 |  | Rit |  | Rit | Rit |  |  | Rit |  |  |  |  |  |  | 0     |      |

| 2003 | Scuderia | Vettura                                              |  |    |  |     |  |  |  |     |  |  |  |  |  |  |  |  | Punti | Pos. |
| ---- | -------- | ---------------------------------------------------- |  | -- |  | --- |  |  |  | --- |  |  |  |  |  |  |  |  | ----- | ---- |
| 2003 |          | Mitsubishi Lancer Evo VII e Mitsubishi Lancer Evo VI |  | 33 |  | Rit |  |  |  | Rit |  |  |  |  |  |  |  |  | 0     |      |

| 2009 | Scuderia                   | Vettura               |  |  |  |  |  |  |  |   |  |  |  |  |  |  |  |  | Punti | Pos. |
| ---- | -------------------------- | --------------------- |  |  |  |  |  |  |  | - |  |  |  |  |  |  |  |  | ----- | ---- |
| 2009 | Stobart VK Ford Rally Team | Ford Focus RS WRC '08 |  |  |  |  |  |  |  | 6 |  |  |  |  |  |  |  |  | 3     | 16º  |

| 2014 | Scuderia   | Vettura            |  |  |  |  |  |  |     |  |  |  |  |  |  |  |  |  | Punti | Pos. |
| ---- | ---------- | ------------------ |  |  |  |  |  |  | --- |  |  |  |  |  |  |  |  |  | ----- | ---- |
| 2014 | Lotto Team | Ford Fiesta RS WRC |  |  |  |  |  |  | Rit |  |  |  |  |  |  |  |  |  | 0     |      |

| 2015 | Scuderia   | Vettura        |  |  |  |  |  |  |    |  |  |  |  |  |  |  |  |  | Punti | Pos. |
| ---- | ---------- | -------------- |  |  |  |  |  |  | -- |  |  |  |  |  |  |  |  |  | ----- | ---- |
| 2015 | Lotto Team | Ford Fiesta R5 |  |  |  |  |  |  | 24 |  |  |  |  |  |  |  |  |  | 0     |      |

| Legenda | 1º posto | 2º posto | 3º posto | A punti | Senza punti | Ritirato | Squalificato | NP=Non partito C=Gara cancellata | Apice=Power stage |

### WRC-2
| 2015 | Scuderia   | Vettura        |  |  |  |  |  |  |    |  |  |  |  |  |  |  |  |  | Punti | Pos. |
| ---- | ---------- | -------------- |  |  |  |  |  |  | -- |  |  |  |  |  |  |  |  |  | ----- | ---- |
| 2015 | Lotto Team | Ford Fiesta R5 |  |  |  |  |  |  | 10 |  |  |  |  |  |  |  |  |  | 1     | 44º  |

| Legenda | 1º posto | 2º posto | 3º posto | A punti | Senza punti | Ritirato | Squalificato | NP=Non partito C=Gara cancellata | Apice=Power stage |

### P-WRC
| 2003 | Scuderia | Vettura                                              |  |   |  |     |  |  |  |     |  |  |  |  |  |  |  |  | Punti | Pos. |
| ---- | -------- | ---------------------------------------------------- |  | - |  | --- |  |  |  | --- |  |  |  |  |  |  |  |  | ----- | ---- |
| 2003 |          | Mitsubishi Lancer Evo VII e Mitsubishi Lancer Evo VI |  | 5 |  | Rit |  |  |  | Rit |  |  |  |  |  |  |  |  | 4     | 16º  |

| Legenda | 1º posto | 2º posto | 3º posto | A punti | Senza punti | Ritirato | Squalificato | NP=Non partito C=Gara cancellata | Apice=Power stage |